# Чиганаки 3-й
Чиганаки 3-й — опустевший хутор в Кумылженском районе Волгоградской области России. Входит в состав Краснянского сельского поселения. Население 0 чел. (2010).

## География
Расположен в западной части региона, в лесостепи, в пределах Хопёрско-Бузулукской равнины, являющейся южным окончанием Окско-Донской низменности.
Уличная сеть не развита. Абсолютная высота 63 метра над уровнем моря.

## Население
| 2010 |
| ---- |
| 0    |

По данным Всероссийской переписи 2002 года и 2010 года Чиганаки 3-й — без постоянного населения.

## Инфраструктура
Было развито личное подсобное хозяйство.

## Транспорт
Просёлочные дороги.